# Средне-Банатский округ
Средне-Банатский округ (серб. Средњобанатски управни округ) — один из семи округов автономного края Воеводина Сербии. Расположен на юго-востоке Воеводины, в южной части историко-географической области Банат. Население составляет 187 667 человек (2011 год).
Административный центр — город Зренянин.
Площадь территории округа 3256 км². Административно разделён на 5 общин:
| № | Община     | Административный центр, город | Площадь общины км² | Население, чел. (2007) |
| - | ---------- | ----------------------------- | ------------------ | ---------------------- |
| 1 | Житиште    | Житиште                       | 525                | 18 661                 |
| 2 | Зренянин   | Зренянин                      | 1327               | 127 416                |
| 3 | Нови-Бечей | Нови-Бечей                    | 609                | 25 271                 |
| 4 | Нова-Црня  | Нова-Црня                     | 273                | 11 338                 |
| 5 | Сечань     | Сечань                        | 523                | 14 899                 |

В округе 55 населённых пунктов, из них 4 города и 51 село.
Крупнейшие этнические группы, по переписи 2011 года:
- сербы — 134 264 чел. (71,54 %);
- венгры — 23 550 чел. (12,55 %);
- цыгане — 7267 чел. (3,87 %);
- румыны — 4214 чел. (2,25 %);
- словаки — 2135 чел. (1,14 %);
- хорваты — 796 чел. (0,42 %);
- югославы — 769 чел. (0,41 %).